# Finale de la Coupe du monde de football 1982
La finale de la Coupe du monde de football 1982 voit s'affronter l'équipe d'Italie contre celle de RFA. Les Italiens remportent la douzième édition de la Coupe du monde en battant les Allemands sur le score de 3 buts à 1. 

## Avant-finale
L'Italie débute timidement la compétition ; elle ne remporte aucun de ses matchs au premier tour. En faisant trois matchs nuls, comme le Cameroun, nouveau venu de la compétition, elle se qualifie de justesse en obtenant la seconde place du classement du groupe grâce au nombre de buts marqués. En troisième et dernière journée, la Pologne remporte de son côté la seule victoire du groupe 1 et termine à la première place. L'Italie et la Pologne se retrouveront en demi-finale.  
Dans le groupe 2, l'Algérie, nouvelle venue, crée la surprise en ouverture contre la RFA, (2-1). L'Allemagne se ressaisit lors de la deuxième journée en surclassant le Chili (4-1), tandis que dans l'autre match, l'Autriche, déjà vainqueur du Chili, bat l'Algérie et prend une option pour la qualification. Il reste la dernière journée à disputer, mais le calendrier aura une incidence sur le scénario. En effet, l'Algérie encore en course pour la qualification, a le désavantage de jouer contre le Chili 24 heures avant le dernier match, RFA-Autriche. L'Algérie bat le Chili sur un score trop étriqué (3-2) pour s'assurer d'ores et déjà la qualification, alors qu'elle avait fait le plus dur en première mi-temps, menant trois à zéro à la pause. La qualification ou l'élimination de l'Algérie dépend alors du résultat du match Allemagne-Autriche. Les calculs sont vite faits : les Allemands doivent impérativement s'imposer pour se qualifier (avec la première place du groupe assurée, quel que soit le score), tandis que l'Autriche peut se permettre une défaite par un ou deux buts d'écart pour également se qualifier en deuxième position grâce à la différence de buts (dans ce cas, les trois équipes se retrouvant avec un total de 4 points). Après une bonne entame de match, les Allemands ouvrent logiquement le score, mais face au manque d'ambition offensive des Autrichiens, plus préoccupés à défendre et semblant accepter déjà la perspective d'une courte défaite synonyme de qualification, les Allemands lèvent le pied, et la rencontre perd rapidement en intensité, sombrant peu à peu dans l'ennui. Les Allemands remportent sans gloire 1-0 un match où les deux équipes se contentèrent de passes inoffensives jusqu’à la fin de la partie. Devant un public médusé, ce spectacle de non-jeu entre deux nations sœurs fut retransmis sur les télévisions du monde entier. La polémique fut vive autour de ce « match de la honte ». Le scénario de la rencontre fit prendre conscience à la FIFA du problème posé par les matchs décalés. La FIFA décida qu'à l'avenir les matchs de la dernière journée d'une même poule se joueraient simultanément. 
Au second tour, l'Allemagne est accrochée lors du premier match du groupe B (0-0) par l'Angleterre, impressionnante au tour précédent, et bat ensuite l'Espagne, pays hôte, lors du second match. Le résultat nul du dernier match entre l'Angleterre et l'Espagne fait les affaires de l'Allemagne qui se qualifie pour les demi-finales avec l'avantage de jours de repos supplémentaires. 
Dans le groupe C, l'Italie est opposée aux deux géants d'Amérique du Sud, l'Argentine et le Brésil. Métamorphosée, l'Italie bat en ouverture du groupe l'Argentine, champion sortant, 2-1, avant d'aller défier le Brésil, brillant vainqueur de l'Argentine et grand favori du tournoi, lors du dernier match du groupe. Ce match décisif entre l'Italie et le Brésil est un véritable quart de finale, à la différence que le Brésil peut se contenter d'un match nul pour se qualifier. L'Italie, très solide en défense, maitrise l'art du contre et ouvre très tôt la marque par un Paolo Rossi des grands jours. Revenus deux fois au score, les Brésiliens, dominateurs et beaux joueurs, continent pourtant de prendre des risques comme s'ils étaient dans l'obligation de gagner, s'exposant encore aux contres très incisifs des réalistes Italiens. Et à un quart d'heure de la fin, l'inévitable Rossi (auteur d'un triplé) s'en va inscrire le but fatal au Brésil (3-2). L'Italie est en demi-finale, et l'une des plus belles équipes du Brésil de l'histoire est éliminée.
À noter que les quatre demi-finalistes sont issus des trois groupes du premier tour ayant joué dans la région nord-ouest du pays, où, évoluant dans des conditions météorologiques favorables, ils ont pu conserver un maximum de fraîcheur en début de compétition.
En demi-finale, l'Italie retrouve la Pologne, affaiblie par la suspension de son leader, Z. Boniek, et confirme sur sa lancée du second tour (2-0) pour atteindre la finale mondiale pour la quatrième fois. L'Allemagne accède également à la quatrième finale de son histoire en remportant contre la France la première séance de tirs au but de l'histoire de la Coupe du monde à l'issue d'un match épique qui s'est déroulé à Séville. Les Allemands ouvrent le score par Pierre Littbarski puis Michel Platini égalise. À la 57e minute, Schumacher, le gardien allemand, sort au-devant de Patrick Battiston et vient heurter de plein fouet le Français le blessant très gravement. Étant devant l'agression, Corver, pas plus que son assistant Geller, n'interviennent pour sanctionner cette agression. Au lieu de donner un carton rouge à Schumacher et un coup franc pour la France, il siffle une simple remise en jeu pour la RFA. Cette décision est régulièrement citée comme une des pires décisions arbitrales jamais prises. Le Stéphanois perd trois dents sur le coup. Les Français ne se laissent pas abattre et repartent à l’attaque durant toute la seconde mi-temps. Ils tirent sur la transversale à l’ultime minute. Mais le score reste nul et entraîne une prolongation. Dès la 92e minute, Marius Trésor, sur reprise de volée, marque, suivi six minutes plus tard par Alain Giresse d’une frappe à l’extérieur de la surface (98e). À 3-1 avec vingt minutes à jouer, les spectateurs pensent que les Français tiennent leur finale. Mais Karl-Heinz Rummenigge, annoncé comme blessé au début du match qui venait d’entrer sur le terrain, réduit immédiatement l’écart (102e). Son but est précédé de deux fautes allemandes non sifflées au tout début de l'action qui amène la contre-attaque. Dès lors, la tendance s’inverse, les Allemands poussent et Klaus Fischer, d’un somptueux retourné acrobatique, égalise (108e). Plus rien ne sera marqué. Au bout de 120 minutes, le score est de 3-3, et la première séance de tirs au but de l’histoire de la Coupe du monde voit la qualification allemande après le tir raté de Maxime Bossis. Ce match mémorable restera dans les annales de la Coupe du monde.

## Finale

### Résumé du match
La finale se joue au Stade Santiago Bernabéu devant 90 000 spectateurs. 
Éprouvée par une demi-finale allée jusqu'au bout de la prolongation et des tirs au but sous la chaleur de Séville, l'équipe allemande aborde la finale plus émoussée que celle d'Italie. Après une première mi-temps sans but au cours de laquelle Antonio Cabrini manque un penalty, les Italiens, plus frais, font la différence en deuxième mi-temps. Paolo Rossi marque ainsi le premier but du match à la 56e minute, puis Marco Tardelli aggrave le score en tirant à la limite de la surface de réparation avant qu'Alessandro Altobelli ne conclue une contre-attaque de l'ailier Bruno Conti, pour le but du 3-0. Breitner réduit la marque pour l'Allemagne à la 83e minute mais l'Italie tient le match pour finalement remporter son premier titre mondial depuis 44 ans, le troisième au total, avec une victoire 3-1.
Forte des anciens succès de 1934 et 1938, l'Italie égale ainsi le record de 3 titres de champion du monde détenu jusque là par le seul Brésil. Paolo Rossi remporte le Soulier d'or décerné au meilleur buteur du tournoi, et le Ballon d'Or comme le meilleur joueur du tournoi (décerné pour la première fois). Le capitaine et gardien de but Dino Zoff à quarante ans est devenu le plus vieux joueur à remporter la Coupe du monde.

### Feuille de match
| 11 juillet 1982                   | Italie                                                                 | 3 - 1   | Allemagne de l'Ouest | Stade Santiago Bernabéu, Madrid                       |                                                       |
| 20:00 · Historique des rencontres | ( Gentile) Rossi 57e · ( Scirea) Tardelli 69e · ( Conti) Altobelli 80e | (0 - 0) | 83e Breitner         | Spectateurs : 90 000 Arbitrage : Arnaldo Cézar Coelho | Spectateurs : 90 000 Arbitrage : Arnaldo Cézar Coelho |
| 20:00 · Historique des rencontres | Rapport                                                                |         |                      | Spectateurs : 90 000 Arbitrage : Arnaldo Cézar Coelho | Spectateurs : 90 000 Arbitrage : Arnaldo Cézar Coelho |

| Italie | Allemagne de l'Ouest |

|               | 1  | Dino Zoff (c)        |     |    |     |
|               | 7  | Gaetano Scirea       |     |    |     |
|               | 6  | Claudio Gentile      |     |    |     |
|               | 5  | Fulvio Collovati     |     |    |     |
|               | 3  | Giuseppe Bergomi     |     |    |     |
|               | 4  | Antonio Cabrini      |     |    |     |
|               | 13 | Gabriele Oriali      | 73e |    |     |
|               | 16 | Bruno Conti          | 31e |    |     |
|               | 14 | Marco Tardelli       |     |    |     |
|               | 19 | Francesco Graziani   |     | 7e |     |
|               | 20 | Paolo Rossi          |     |    |     |
| Remplaçants : |    |                      |     |    |     |
|               | 18 | Alessandro Altobelli |     | 7e | 89e |
|               | 15 | Franco Causio        |     |    | 89e |
| Entraîneur :  |    |                      |     |    |     |
| Enzo Bearzot  |    |                      |     |    |     |

|               | 1  | Harald Schumacher         |     |     |
|               | 15 | Uli Stielike              | 73e |     |
|               | 20 | Manfred Kaltz             |     |     |
|               | 4  | Karlheinz Förster         |     |     |
|               | 5  | Bernd Förster             |     |     |
|               | 6  | Wolfgang Dremmler         | 61e | 62e |
|               | 3  | Paul Breitner             |     |     |
|               | 11 | Karl-Heinz Rummenigge (c) |     | 70e |
|               | 2  | Hans-Peter Briegel        |     |     |
|               | 7  | Pierre Littbarski         | 88e |     |
|               | 8  | Klaus Fischer             |     |     |
| Remplaçants : |    |                           |     |     |
|               | 9  | Horst Hrubesch            |     | 62e |
|               | 10 | Hansi Müller              |     | 70e |
| Entraîneur :  |    |                           |     |     |
| Jupp Derwall  |    |                           |     |     |

| Assistants : Abraham Klein Vojtech Christov |